# Giuseppe Palomba
Giuseppe Palomba (avant 1765 - après 1825) est un librettiste italien.

## Biographie
Neveu du poète et librettiste Antonio Palomba, Giuseppe a été actif à Naples, où peut-être il est né, entre 1765 et 1825. Il a écrit plus de 300 livrets qui ont été mis en musique par de grands compositeurs de l'époque. Bien que doué d'une veine poétique inférieure à celle de son oncle Antonio, il jouissait encore d'une grande réputation à son époque.

## Livrets
- Il corsaro algerino (mis en musique par Gennaro Astarita, 1765)
- La vedova capricciosa (mis en musique par Giacomo Insanguine, 1765)
- La donna di tutti i caratteri (mis en musique par Domenico Cimarosa, 1775)
- Il matrimonio in contrasto (mis en musique par Pietro Guglielmi, 1776)
- Il fanatico per gli antichi romani (mis en musique par Domenico Cimarosa, 1777)
- L'Armida immaginaria (mis en musique par Domenico Cimarosa, 1777)
- I fuorusciti (mis en musique par Pietro Guglielmi, 1777)
- I matrimoni per inganno (mis en musique par Giuseppe Curcio, 1779)
- Il raggiratore di poca fortuna (mis en musique par Pietro Guglielmi, 1779)
- Narcisso (mis en musique par Pietro Guglielmi, 1779)
- I finti nobili (mis en musique par Domenico Cimarosa, 1780)
- Il millantatore (mis en musique par Giuseppe Curcio, 1780)
- La dama avventuriera (mis en musique par Pietro Guglielmi, 1780)
- L’albergatrice vivace (mis en musique par Luigi Caruso, 1780)
- Il falegname (mis en musique par Domenico Cimarosa, 1780)
- Le nozze in commedia (musicato Pietro Guglielmi, 1781)
- Il matrimonio in commedia (mis en musique par Luigi Caruso, 1781)
- L’amante combattuto dalle donne di punto (mis en musique par Domenico Cimarosa, 1781)
- La fiera di Brindisi (mis en musique par Giuseppe Giordani, 1781)
- Lo sposo di tre, e marito di nessuna (mis en musique par Giuseppe Giordani, 1781; et par Francesco Gnecco (it), 1793)
- Il convito (mis en musique par Giuseppe Giordani, 1782)
- La semplice ad arte (mis en musique par Pietro Guglielmi, 1782)
- La bellerina amante (mis en musique par Domenico Cimarosa, 1782)
- Il vecchio burlato (mis en musique par Luigi Caruso, 1783)
- I due baroni di Rocca Azzurra (mis en musique par Domenico Cimarosa, 1783)
- La villana riconosciuta (mis en musique par Domenico Cimarosa, 1783)
- Chi dell'altrui si veste presto si spoglia (mis en musique par Domenico Cimarosa, 1783)
- La Quakera spiritosa (mis en musique par Pietro Guglielmi, 1783)
- La donna amante di tutti, e fedele a nessuno (mis en musique par Pietro Guglielmi, 1783)
- L’intrigo delle mogli (mis en musique par Giuseppe Gazzaniga, 1783)
- Le quattro stagioni (mis en musique par Luigi Caruso, 1784)
- Puntigli e gelosie tra moglie e marito (mis en musique par Luigi Caruso, 1784)
- Le tre fanatiche (mis en musique par Gaetano Andreozzi, 1785)
- La donna sempre al suo peggior s’appiglia (mis en musique par Domenico Cimarosa, 1785)
- Le gare generose
- L’inganno amoroso (mis en musique par Pietro Guglielmi, 1786)
- Le astuzie villane (mis en musique par Pietro Guglielmi, 1786)
- La convulsione (mis en musique par Luigi Caruso, 1787; et par Giuseppe Curcio, 1787)
- Gli amanti trappolieri (mis en musique par Vincenzo Fabrizi (it), 1787)
- Gl’inganni delusi (musicato di Pietro Guglielmi, 1789)
- La serva innamorata (mis en musique par Pietro Guglielmi, 1790)
- Le false apparenze (mis en musique par Pietro Guglielmi, 1791)
- Amor tra le vendemmie (mis en musique par Pietro Guglielmi, 1792)
- Il medico parigino o sia L’amalato per amore (mis en musique par Gennaro Astarita, 1792)
- Il fanatico per gli antichi romani (mis en musique par Giuseppe Palomba, 1792)
- I traci amanti (mis en musique par Domenico Cimarosa, 1793)
- La lanterna di Dionege (mis en musique par Pietro Guglielmi, 1793)
- Admeto (mis en musique par Pietro Guglielmi, 1794)
- Le astuzie femminili (mis en musique par Domenico Cimarosa, 1794)
- La pupilla astuta (1794)
- La serva innamorata (1794)
- L'uomo indolente (mis en musique par Giuseppe Farinelli, 1795)
- L'astuta in amore, ossia Il furbo malaccorta (mis en musique par Valentino Fioravanti, 1795)
- L'indolente (mis en musique par Francesco Gnecco (it), 1797)
- Le nozze a dispetto (mis en musique par Giuseppe Curcio, 1797)
- Le cantatrici villane (mis en musique par Valentino Fioravanti, 1799)
- Gli amanti in cimento (mis en musique par Pietro Carlo Guglielmi (it), 1800)
- La fiera (mis en musique par Pietro Carlo Guglielmi (it), 1801)
- Le convenienze teatrali (mis en musique par Pietro Carlo Guglielmi (it), 1801)
- La serva bizzarra (mis en musique par Pietro Carlo Guglielmi (it), 1803)
- Il naufragio fortunato (mis en musique par Pietro Carlo Guglielmi (it), 1804)
- L'equivoco fra gli sposi (mis en musique par Pietro Carlo Guglielmi (it), 1804)
- Amor tutto vince (mis en musique par Pietro Carlo Guglielmi (it), 1805)
- Bref il sordo (mis en musique par Luigi Capotorti, 1805)
- La sposa del Tirolo (mis en musique par Pietro Carlo Guglielmi (it), 1806)
- Amori e gelosie tra congiunti (mis en musique par Pietro Carlo Guglielmi (it), 1807)
- Le nozze in campagna (mis en musique par Pietro Carlo Guglielmi (it), 1807)
- Le due simili in una (mis en musique par Pietro Carlo Guglielmi (it), 1811)
- L'avaro (mis en musique par Giacomo Cordella, 1814)
- L'amore e dispetto (mis en musique par Pietro Carlo Guglielmi (it), 1816)
- Lo scaltro millantatore (mis en musique par Giacomo Cordella, 1819)
- I due furbi (mis en musique par Giacomo Cordella, 1835)